# Anna Rice
Anna Kathleen Rice (* 19. August 1980 in North Vancouver) ist eine kanadische Badmintonspielerin. 

## Karriere
Anna Rice nahm 2004 und 2008 an Olympia teil. Mit Platz neun im Einzel erreichte sie dabei 2008 ihre beste Platzierung. 2007 wurde sie Panamerikameisterin im Dameneinzel. In ihrer Heimat gewann sie bis 2010 fünf Titel.

## Sportliche Erfolge
| Saison | Veranstaltung                   | Disziplin   | Platz | Name      |
| ------ | ------------------------------- | ----------- | ----- | --------- |
| 1998   | Kanada: Juniorenmeisterschaften | Dameneinzel | 1     | Anna Rice |
| 1999   | Kanada: Juniorenmeisterschaften | Dameneinzel | 1     | Anna Rice |
| 2001   | Auckland International          | Dameneinzel | 2     | Anna Rice |
| 2003   | Nigeria International           | Dameneinzel | 1     | Anna Rice |
| 2004   | Kanada: Einzelmeisterschaften   | Dameneinzel | 1     | Anna Rice |
| 2005   | Kanada: Einzelmeisterschaften   | Dameneinzel | 1     | Anna Rice |
| 2007   | Panamerikameisterschaft         | Dameneinzel | 1     | Anna Rice |
| 2007   | Bulgarian International         | Dameneinzel | 2     | Anna Rice |
| 2008   | Olympia                         | Dameneinzel | 9     | Anna Rice |
| 2008   | Kanada: Einzelmeisterschaften   | Dameneinzel | 1     | Anna Rice |
| 2009   | US Open                         | Dameneinzel | 1     | Anna Rice |
| 2009   | Puerto Rico International       | Dameneinzel | 1     | Anna Rice |
| 2009   | Kanada: Einzelmeisterschaften   | Dameneinzel | 1     | Anna Rice |
| 2010   | Kanada: Einzelmeisterschaften   | Dameneinzel | 1     | Anna Rice |